# Cefamandolnafat
Cefamandolnafat ist der internationale Freiname (INN) des Natriumsalzes des Ameisensäureesters von Cefamandol. Cefamandolnafat ist ein Prodrug und hydrolysiert im Blutplasma sehr schnell in die Wirkform Cefamandol.

## Eigenschaften
Cefamandolnafat ist ein weißes bis fast weißes, geruchloses Pulver. In Wasser ist es leicht löslich, in Methanol hingegen nur schwer. Es kommt als Gemisch zusammen mit Cefamandol-Natrium und Natriumcarbonat vor.

## Synthese
Wird Cefamandol mit Ameisensäure zum Formiat umgesetzt und anschließend in Aceton mit dem Natriumsalz der 2-Ethylhexansäure versetzt, so entsteht Cefamandolnafat.

## Stabilität
In fester Substanz mit einem Wassergehalt von weniger als 0,1 Prozent kommt es nicht zur Hydrolyse. Mit steigenden Temperaturen (über 50 °C) und höherem Wassergehalt steigt die Hydrolyserate. Bei hohen Temperaturen und extremen pH-Werten kommt es zur Spaltung des Moleküls.
Zersetzungsprodukte

1-Methyl-1H-tetrazol-5-thiol
Lactam
Mandelsäure